# Барок у Фландрији
Рушењу уметничких граница између севера и југа Европе, односно бароку као међународном стилу изузетно је допринео фламански сликар Петер Паул Рубенс. Петер Паул Рубенс (1577-1640), био је фламански сликар и дипломата шпанског хабзбуршког краљевства, рођен у Немачкој где су његови родитељи емигрирали за време верских прогона протестаната из Антверпена. Након смрти оца, враћа се у Антверпен где студира сликарство код домаћих уметника и постаје мајстор 1598. године. 
Међутим, лични стил формирао је тек две године касније када је отишао за Италију да проучава античку скулптуру и сликарство старих мајстора ренесансе од којих нарочито цени Тицијана, док од барокних издваја Каравађа и Карачија. Након повратка у Антверпен отвара уметничку радионицу и постаје дворски сликар, али и угледни саветник коме су често повераване дипломатске мисије па је тако путовао у Париз, Мадрид и Лондон. 
Рубенсово стваралаштво представља синоним фламанског бароко који својим патосом и покретом представља најаутентичније изразе свога времена. Његова палета се карактерише топлим бојама и сјајним тоновима невиђене жестине, док је још за живота постао чувен као “сликар тела,” насупрот Рембранту који је назван “сликарем душе”.
Подизање крста, рано Рубенсово ремек-дело израђено по повратку у Антверпен, сведочи о утицају италијанске уметности, што показују мишићави ликови налик фигурама Сикстине, док осветљење и композиција асоцирају на Каравађа. Истанчана фламанска реалистична школа огледа се у прецизним детаљима као што су лишће, војников оклоп или пас коврџаве длаке, док нестабилна пирамида саздана од људских тела, несигурно се љуљајући, руши границе оквира слике чинећи да посматрач стекне утисак да и он учествује у догађају. Рубенс, Подизање на крст, слика на дрвету, 462x349 cm, катедрала у Антверпену, 1609-1610. Током периода 1620-1630. године, Рубенсов динамичан стил је достигао врхунац у његовим декоративним пројектима за различите палате и цркве. Један од најчуднијих је извео у Луксембуршкој палати у Паризу, са темом слављења живота Марије Медичи, мајке Луја XIII.
Преплет реалних и митолошких елемената у сливеном усковитланом покрету илуструје уљана слика, рађена као скица за представу доласка краљице Марије у Марсељ. Она показује новину у односу на раније уметнике јер је Рубенс уместо скица у цртежу радио студије за композиције од почетка у боји и светлости. У позним годинама Рубенс је обновио интересовање за Тицијаново сликарство, што илуструје алегоријска композиција Врт љубави, где је спојио Тицијанову класичну митологију са северњачким интерпретацијама ове теме у стилу жанр сцене, створивши зачарани свет у коме су мит и стварност изједначени. Такође, радио је и пејзаже спајајући традицију својих северних претходника (Питер Бројгел) и јужњачких узора попут Карачија.
Поред Рубенса, само је још један фламански сликар достигао интернационални углед. То је био Антоан ван Дајк, његов ученик, који се прославио као портретиста створивши традицију аристократског портрета која је у Енглеској, где је он доста радио, трајала до краја XVIII века.